# Лужайки
Лужайки — посёлок в городском округе город Шахунья Нижегородской области. Население 553 (2010) человека

## Общая физико-географическая характеристика
Географическое положение
По автомобильным дорогам расстояние до областного центра города Нижнего Новгорода составляет 260 км, до административного центра города Шахунья — 6 км.
Часовой пояс
Лужайки, как и вся Нижегородская область, находится в часовой зоне МСК (московское время). Смещение применяемого времени относительно UTC составляет +3:00.

## История
До 1 ноября 2011 года являлся административным центром ныне упразднённого Лужайского сельсовета.

## Население
| 1999 | 2002 | 2010 |
| ---- | ---- | ---- |
| 608  | ↘592 | ↘553 |

Национальный состав
Согласно результатам переписи 2002 года, в национальной структуре населения русские составляли 97% из 592 человек.